# شهرستان سیه‌زن
شهرستان سیَه‌زَن (سیاه‌زن، سیَزَن) (به ترکی آذربایجانی: Siyəzən) (به تاتی قفقاز: سیازن) یکی از شهرستان‌های جمهوری آذربایجان است. این شهرستان در بخش شمال شرقی کشور و استان قبه-خاچماز قرار گرفته‌است. زبان مردم شهرستان سیه‌زن، زبان تاتی قفقاز است و از اصالت پارسی برخوردارند.
بیشتر مردم شهرستان سیه‌زن تات هستند.